# Omar Cook
Omar-Sharif Cook (* 28. Januar 1982 in Brooklyn, New York City) ist ein ehemaliger Basketballspieler. Der gebürtige US-Amerikaner nahm 2008 die montenegrinische Staatsbürgerschaft an und trat international für die Nationalmannschaft des Landes an, so auch bei der Endrunde der Basketball-Europameisterschaft 2011 in Litauen.
Auf Vereinsebene spielte Cook nach den Anfängen in seinem Geburtsland und in Kanada zwischen 2005 und 2022 in mehreren europäischen Ländern, insbesondere in Spanien. In der dortigen Liga ACB bestritt er insgesamt 318 Einsätze.

## Karriere

### Nordamerika (bis 2005)
Cook spielte während seines Studiums an der St. John’s University in seiner Heimatstadt für die Hochschulmannschaft Red Storm in der NCAA Division I. Nach nur einem Jahr meldete er sich 2001 zum NBA Draft an und brach sein Studium ab. Die Orlando Magic, die Cook als 31. Spieler insgesamt im Draft ausgewählt hatten, handelten einen Tausch mit den Denver Nuggets aus, die fortan die NBA-Rechte an Cook besaßen. Bei den Nuggets konnte sich Cook keinen Platz im Saisonkader erkämpfen und spielte fortan für die Fayetteville Patriots in der neu geschaffenen Development League der NBA. Mit den Patriots erreichte er 2003 die Finalspiele der Development League, die gegen die Mobile Revelers, die danach als Franchise eingestellt wurden, verloren gingen. Cook bekam zwischenzeitlich immer wieder Verträge bei NBA-Klubs, so von November bis Dezember 2001 als Free Agent bei den Dallas Mavericks; erst während zweier Kurzzeitverträge bei den Portland Trail Blazers im Februar 2004 absolvierte er seine ersten siebzehn Einsätze in der NBA, auf die im April 2005 fünf weitere für die Toronto Raptors folgten.

### Start in Europa (2005 bis 2008)
Für die Spielzeit 2005/06 wechselte Cook nach Europa und unterschrieb einen Vertrag beim belgischen Erstligisten Dexia aus dem wallonischen Mons im Hennegau. Zusammen mit unter anderem dem ebenfalls später in Polen eingebürgerten US-Amerikaner Thomas Kelati erreichte er die größten Erfolge dieses Vereins mit dem Titelgewinn im nationalen Pokalwettbewerb und dem Erreichen der Finalserie um die Meisterschaft, die gegen den flämischen Verein Telindus Oostende verloren ging. Anschließend wechselte er 2006 in die russische Superleague zu ZSK WWS nach Samara. Nach dem Titelgewinn im anschließend eingestellten europäischen Vereinswettbewerb FIBA EuroCup Challenge verließ er im April 2007 den Verein und wechselte für die Meisterschafts-Play-offs in die französische LNB Pro A nach Straßburg, in der man gegen Rekordmeister ASVEL in der ersten Runde ausschied. In der folgenden Spielzeit 2007/08 agierte Cook für den serbischen Vizemeister KK Crvena zvezda (dt.: KK Roter Stern) aus der Hauptstadt Belgrad neben der serbischen Liga auch in der Adria-Liga sowie im ULEB Cup 2007/08, wo man im Achtelfinale ausschied. Am Ende der Spielzeit nahm er im Juni 2008 die montenegrinische Staatsbürgerschaft an, um fortan für dieses Land international zu spielen.

### Liga ACB (2008 bis 2011)
Cook unterschrieb für die Spielzeit 2008/09 einen Zweijahresvertrag in der spanischen Liga ACB bei Unicaja Málaga, wo er in der ersten Saison wieder mit Thomas Kelati zusammenspielte. Mit dem andalusischen Verein scheiterte er zweimal in der Halbfinalserie der Meisterschafts-Play-offs am FC Barcelona. Im Pokalwettbewerb Copa del Rey verlor man 2009 das Endspiel knapp mit zwei Punkten gegen den baskischen Verein TAU Cerámica. In der höchsten europäischen Spielklasse EuroLeague schied man zweimal in der Zwischenrunde der sechzehn besten Mannschaften aus. Cook wurde in der ACB zum Spieler des Monats Februar 2010 ernannt und war mit durchschnittlich knapp 6 Assists pro Spiel sowohl bester Vorlagengeber in der Liga ACB als auch in der EuroLeague in der Spielzeit 2009/10. Für die Spielzeit 2010/11 wechselte er zum Ligakonkurrenten und amtierenden ULEB-Eurocup-Titelträger Power Electronics aus Valencia. Mit diesem Verein erreichte er diesmal die Viertelfinalserie der EuroLeague 2010/11, die gegen den nationalen Konkurrenten Real Madrid verloren ging. Mit der montenegrinischen Nationalmannschaft nahm er an der Endrunde der Basketball-Europameisterschaft 2011 in Litauen teil, wo man nach einem Auftaktsieg in der Verlängerung gegen den späteren Halbfinalisten Mazedonien die restlichen vier Vorrundenspiele verlor und frühzeitig ausschied.

### Serie A und Rückkehr in die Liga ACB (2011 bis 2013)
Für die Spielzeit 2011/12 unterschrieb Cook bei EA7-Emporio Armani in Mailand. In der nationalen Meisterschaft zog man in die Finalserie ein, in der man Serienmeister Montepaschi Siena unterlag. In der EuroLeague 2011/12 verpasste man die Play-off-Viertelfinalserie nur knapp wegen des schlechteren direkten Vergleichs. In der Folgesaison schied man jedoch in der EuroLeague 2012/13 bereits in der Vorrunde aus und Mailand löste den Vertrag mit Cook, der daraufhin ausgerechnet nach Spanien zu Caja Laboral aus Vitoria-Gasteiz zurückwechselte, das in der Euroleague-Vorrundengruppe noch an Mailand vorbei in die Zwischenrunde eingezogen war.

### Litauen und Montenegro (2013 bis 2016)
2013 wurde Cook von Lietuvis rytas Vilnius (Litauen) verpflichtet, gefolgt von zwei erfolgreichen Spielzeiten bei der montenegrinischen Spitzenmannschaft KK Budućnost Podgorica. 2015 und 2016 gewann er mit Podgorica jeweils den Meistertitel als auch den Pokalwettbewerb Montenegros.

### Letzte Jahre in Spanien (2016 bis 2022)
Im Sommer 2016 nahm er ein Angebot von Estudiantes Madrid an. Dem dreijährigen Aufenthalt in der spanischen Hauptstadt schlossen sich drei weitere Stationen in der Liga ACB an. Mit Burgos gewann er im Oktober 2020 und im Mai 2021 jeweils die Basketball Champions League sowie im Februar 2021 den Intercontinental Cup. Mitte Mai 2022 gab Cook seinen Rückzug als Berufsbasketballspieler bekannt.